# Dreiband-Europameisterschaft 1939

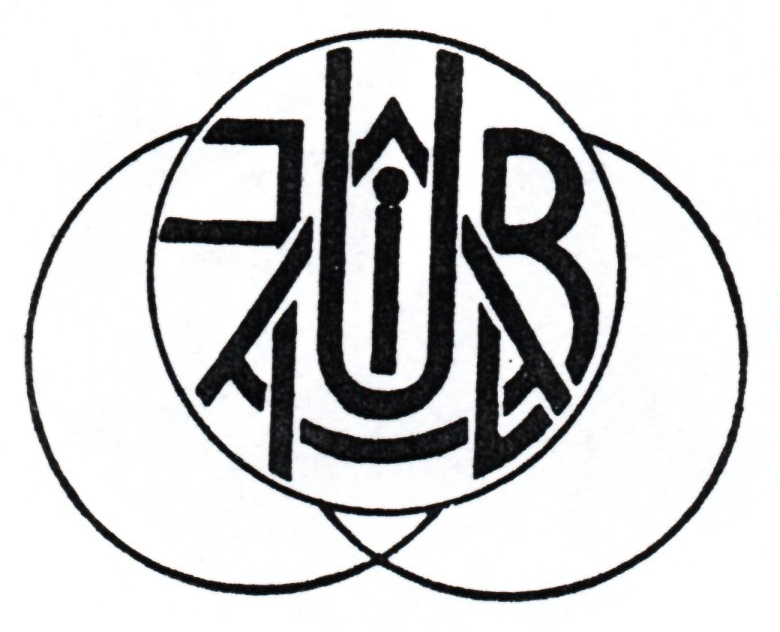
Logo UIFAB (ausrichtender Verband)

Die Dreiband-Europameisterschaft 1939 war das dritte Turnier in dieser Disziplin des Karambolage und fand vom 29. Juni bis zum 2. Juli in Angoulême in Frankreich statt.

## Geschichte
Der Franzose Alfred Lagache konnte seinen Titel von 1935 verteidigen. Er war der Erste Spieler dieser Turnierserie dem dies gelang. Außerdem überschritt er, als Erster bei einer EM, die „magische Grenze“ von 1,000 im Einzeldurchschnitt (BED).
Der bisherige Rekord der Höchstserie, aufgestellt vom Deutschen Otto Unshelm (8) bei der ersten EM 1932, wurde von dem erst 17-jährigen René Vingerhoedt aus Belgien gebrochen (9). Vingerhoedt sollte, Anfang der 1950er-Jahre, mit sieben Titeln in Folge, der erste Seriensieger dieser EM  werden.
Nach wie vor durch die Weisungen des Reichssportführers gebunden, gab es bei dieser ersten und einzigen Kriegs-EM erneut keine deutschen Teilnehmer. Erst 1952, bei der neunten EM, wird wieder ein Deutscher (August Tiedtke) teilnehmen.

## Modus
Gespielt wurde „Jeder gegen Jeden“ bis 50 Punkte mit Nachstoß/Aufnahmegleichheit.

## Abschlusstabelle

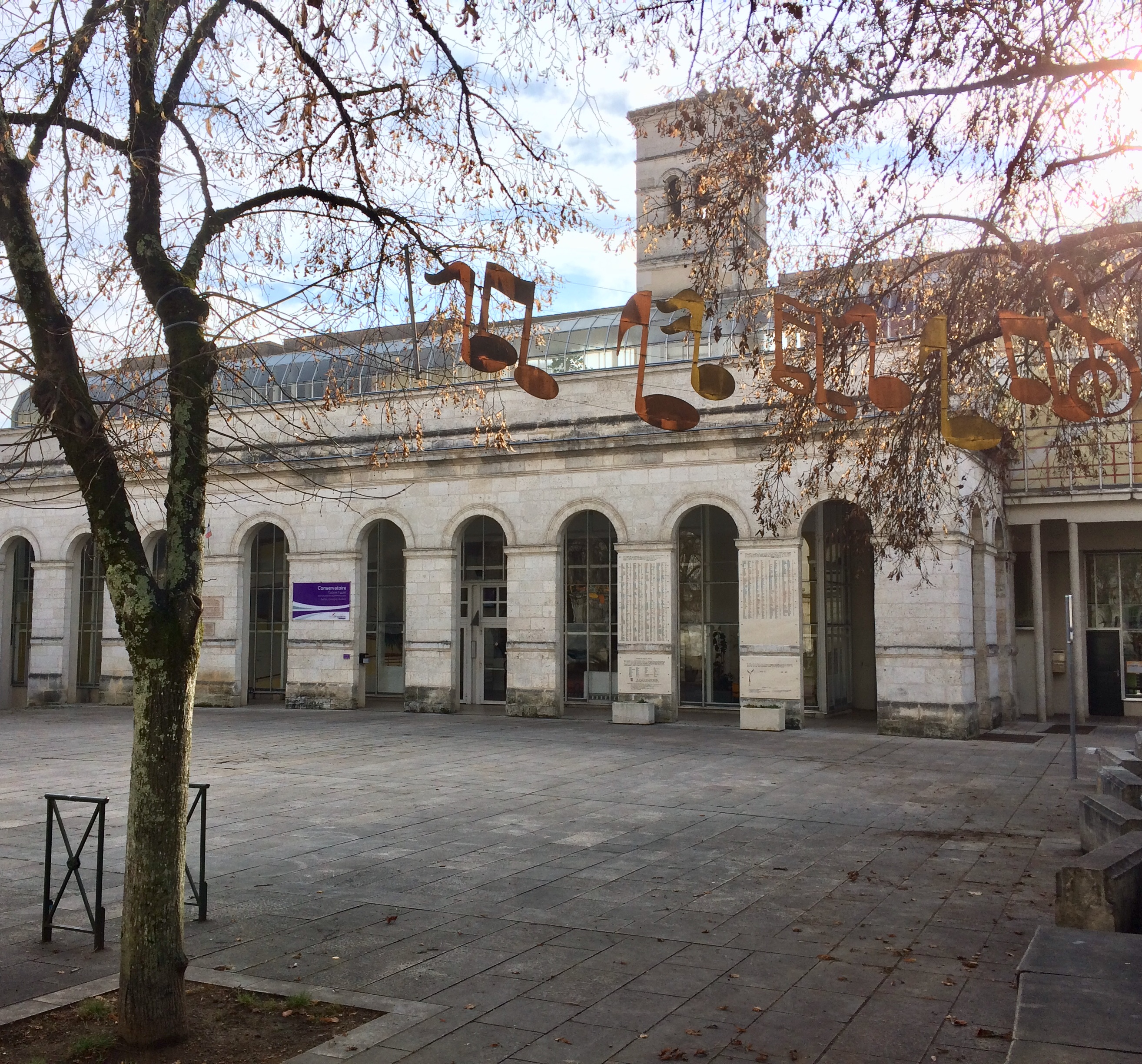
Salle Philharmonique (Heute:Conservatoire Gabriel Fauré)

| MP    | Match Points (Sieger = 2; Unentschieden = 1; Verlierer = 0) |
| Pkte. | Erzielte Karambolagen                                       |
| Aufn. | Benötigte Versuche                                          |
| GD    | Generaldurchschnitt                                         |
| BED   | Bester Einzeldurchschnitt eines Spielers                    |
| HS    | Höchstserie                                                 |
|       | Bester GD des Turniers                                      |
|       | Bester ED des Turniers                                      |
|       | Beste HS des Turniers                                       |
|       | 1. Platz (Gold)                                             |
|       | 2. Platz (Silber)                                           |
|       | 3. Platz (Bronze)                                           |

| Endklassement              | Endklassement    | Endklassement | Endklassement | Endklassement | Endklassement | Endklassement | Endklassement |
| Platz                      | Name             | MP            | Pkte.         | Aufn.         | GD            | BED           | HS            |
| -------------------------- | ---------------- | ------------- | ------------- | ------------- | ------------- | ------------- | ------------- |
| 1                          | Alfred Lagache   | 16:0          | 400           | 497           | 0,804         | 1,041         | 7             |
| 2                          | Arie Bos         | 14:2          | 377           | 528           | 0,714         | 0,862         | 7             |
| 3                          | Alfredo Ferraz   | 10:6          | 359           | 625           | 0,574         | 0,675         | 8             |
| 4                          | Arnoud Sengers   | 8:8           | 360           | 600           | 0,600         | 0,781         | 8             |
| 5                          | Marcel Lacroix   | 6:10          | 344           | 590           | 0,583         | 0,746         | 5             |
| 6                          | Claudio Puigvert | 6:10          | 358           | 624           | 0,573         | 0,657         | 5             |
| 7                          | Joseph Verbist   | 6:10          | 347           | 639           | 0,543         | 0,555         | 6             |
| 8                          | René Vingerhoedt | 4:12          | 349           | 591           | 0,590         | 0,704         | 9             |
| 9                          | Robertz Hazard   | 2:14          | 316           | 630           | 0,501         | 0,641         | 6             |
| Turnierdurchschnitt: 0,602 |                  |               |               |               |               |               |               |